# Santiago paranormal
Santiago paranormal es una serie de televisión chilena, emitida y producida por TVN, en conjunto la productora Afro Films. Escrita por Enrique Videla y Luis Emilio Guzmán. Cuenta con un reparto integrado por Iván Álvarez de Araya, Paola Giannini, Erto Pantoja, Daniel Muñoz, entre otros. Consta de 12 capítulos, presentados por Francisco Reyes. Producida por Álvaro Entrala.

## Sinopsis
Serie sobre fenómenos paranormales, basados en historias de personas que vivieron hechos inexplicables y que le cambiaron sus vidas. En sus historias podremos ver casos de brujerías, amarres, manifestaciones espirituales, exorcismos, fantasmas, magia negra, casas embrujadas entre otras situaciones que impactaron a sus protagonistas. Vivencias que podrían ocurrir en cualquier lugar de Santiago a cualquier persona y en cualquier momento. Personas comunes y corrientes enfrentadas a lo desconocido y lo inexplicable del mundo paranormal.

## Capítulos
| Capítulo | Descripción | Fecha                                                                    |
| -------- | --- | ------------------------------------------------------------------------ |
| 1        | El amarre, Todo es perfecto en la vida de Bruno (Iván Álvarez de Araya), tiene una mujer y una hija que lo aman, un buen trabajo y estabilidad económica. Pero no todo es lo que parece ya que Bruno mantiene una relación de amante con Antonia (Natalia Reddersen), una atractiva joven que hará lo imposible por retenerlo cuando éste decida dejarla, incluso recurrir a la brujería, transformando la existencia de este hombre y su familia en una verdadera pesadilla. Ver lista - Natalia Valladares como Rosario - María Elena Duvauchelle como Rebeca - Tomás Cubillos como Brujo - Javiera Arce como Josefina | 1 de marzo de 2018                                                       |
| 2        | Ojo por ojo, Gustavo (Tiago Correa) está a punto de casarse con Paula (Camila Hirane), ellos se aman y la vida les sonríe. Pero un hecho fortuito y una mala decisión de Gustavo harán que todo cambie cuando éste atropelle a una joven ciclista quitándole la vida y dándose a la fuga. La culpa tomará forma, y el fantasma de Francisca (Valentina Aguilar), la muchacha muerta, lo perseguirá en búsqueda de justicia. Ver lista - Santiago Meneghello como Camilo | 8 de marzo de 2018                                                       |
| 3        | Las voces, Desde pequeña, Elisa (Katherine Muñoz) ve gente y escucha voces que los demás no pueden. Con el tiempo, ella ignoró esto hasta que durante la grabación de una canción con su banda, comienza a ver y escuchar a una mujer vestida de novia ¿Qué será esta aparición?, ¿Qué quiere de ella? Ver lista - Bárbara Ríos Guzmán como Berta - Max Salgado como Matías - Jaime Beiza Azócar como Simón | 15 de marzo de 2018                                                      |
| 4        | El departamento, Diego (Ricardo Fernández), Mariana (Alexandra Von Hummel) y su hijo Martin (Vicente Herrera) se cambiaron al departamento de sus sueños, comenzando una nueva etapa en un lugar amplio y cómodo, pero lo que no esperaban era que en aquel lugar comenzarían a escuchar pasos y a sentir respiraciones. ¿Qué será lo que habita en este departamento? Ver lista - Alexandra Von Hummel como Mariana González Merino - Ricardo Fernández como Diego Campusano - Vicente Herrera como Martín Campusano González - Bárbara Mundt como Madre de Mariana - Moisés Angulo como Alberto Tejeda - Naldy Hernández como Ester Fernández | 22 de marzo de 2018                                                      |
| 5        | El Pacto, Agustin (Pancho González) esta haciendo un pacto Satanico para que su hijo Cristián (Héctor Morales) se pudiera salvar, a cambio ofrecio la vida de su primogénito. Verónica (María Olga Matte), escucho lo que estaba pasando y decidió interumpir el pacto. En la huida Agustín la atrapa e intenta matarla, pero su esposa Silvia (Sylvia Hernández) llega en ese momento y al distraerse Agustín, Verónica lo golpea en la cabeza hasta matarlo. 30 años después, Silvia muere y el espíritu de Agustín regresa al saber que la esposa de su hijo esta esperando bebe, pero Verónica también vuelve para proteger al hijo de Cristian y allí comienza a desenredarse toda esta trama ¿Qué pasara en este capítulo? Ver lista - Héctor Morales como Cristián Rivas - María Olga Matte como Verónica Maturana, madre biológica de Cristián - Sylvia Hernández como Silvia Stuardo, mamá adoptiva de Cristián - Pancho González como Agustín Rivas, padre de Cristián - Javiera Osorio como Andrea Gómez Marín - Luis Wigdorsky como Padre Pablo Salinas |                                                                          |
| 6        | El Mensaje, Silvana (Susana Hidalgo), Rita (Luna Martínez) y Karina (Alejandra Díaz), son 3 amigas que hace 20 años atrás, humillaron a una compañera de clase llamada Claudia (Romina Urbina), lo cual hizo que se suicidara y desde el más allá viene a cobrar venganza por todo el bullying que le hicieron. Las Redes Sociales son su punto de comunicación con una de sus agresoras. ¿Quién de las 3 sobrevivira a esta venganza? Ver lista - Susana Hidalgo como Silvana Díaz - Luna Martínez como Rita Pira - Alejandra Díaz como Karina Polín - Romina Urbina como Claudia Briones - Hernán Contreras como Tomás Echeñique - Gonzalo Canelo como Patricio Mora - Jaqueline Adrián como Elizabeth Troncoso |                                                                          |
| 7        | La Estatua |                                                                          |
| 8        | Purgatorio |                                                                          |
| 9        | Exorcismo |                                                                          |
| 10       | Ouija |                                                                          |
| 11       | Sin vuelta atrás, Ana (Josefina Fiebelkorn) no quiere asumir que perdió a su novio Bernardo (Juan Pablo Larenas), sobre todo al enterarse de que él se ha ido con su amiga Nicole (Catalina Stuardo). Tras su rabia irracional recurrirá a Teresa (Consuelo Holzapfel) una bruja para poder recuperar a su amor. Pero cuando las cosas se salgan de control, será muy tarde para arrepentirse. Ver lista - Lucy Cominetti como Julia. - Eduardo Burlé como Médico que atiende a Nicole. |                                                                          |
| 12       | El cuadro | TVN nunca emitió el último episodio, solo se emitió un avance del mismo. |